# Schloss Hardt (Thal)

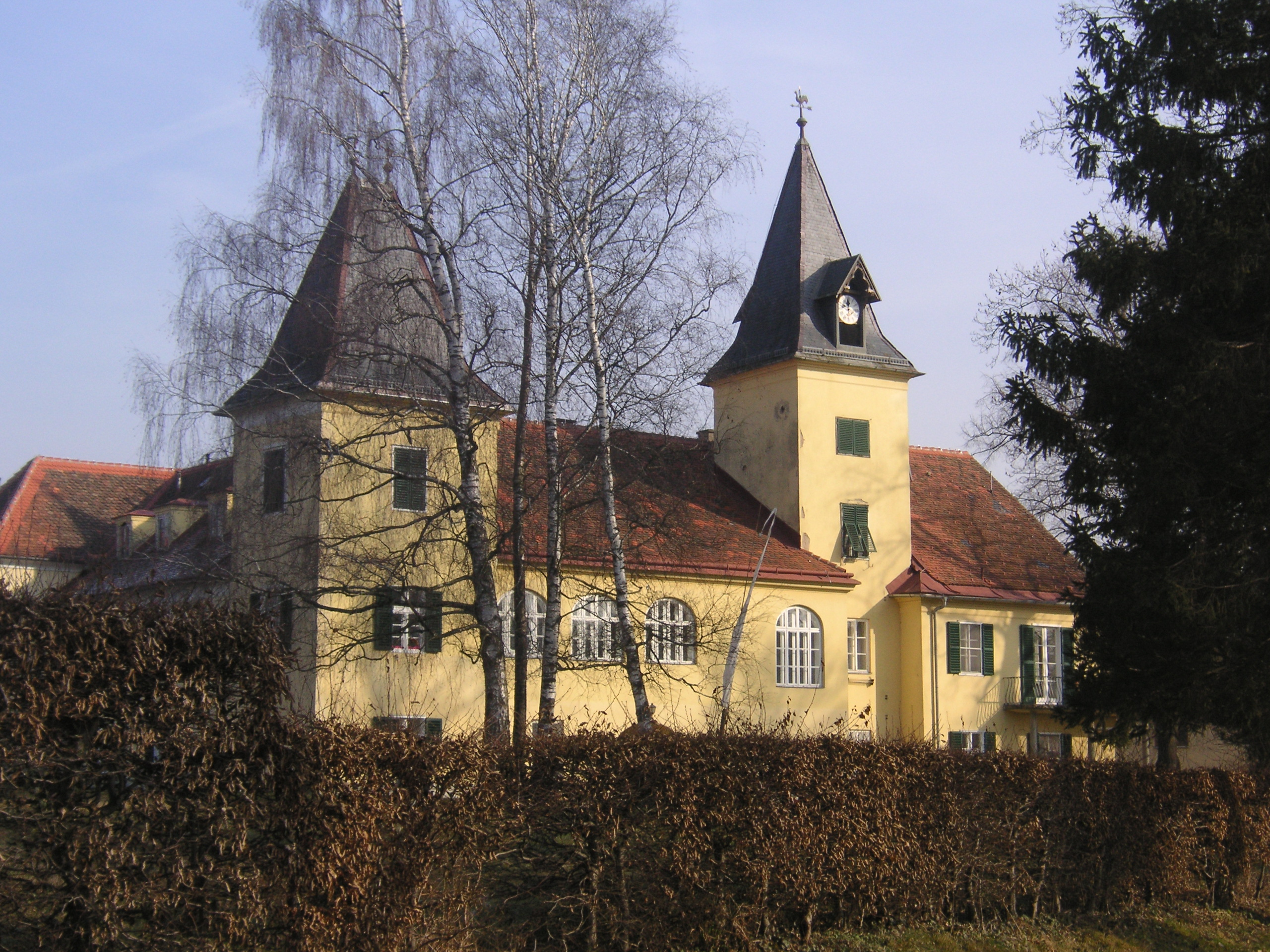
Schloss Hardt

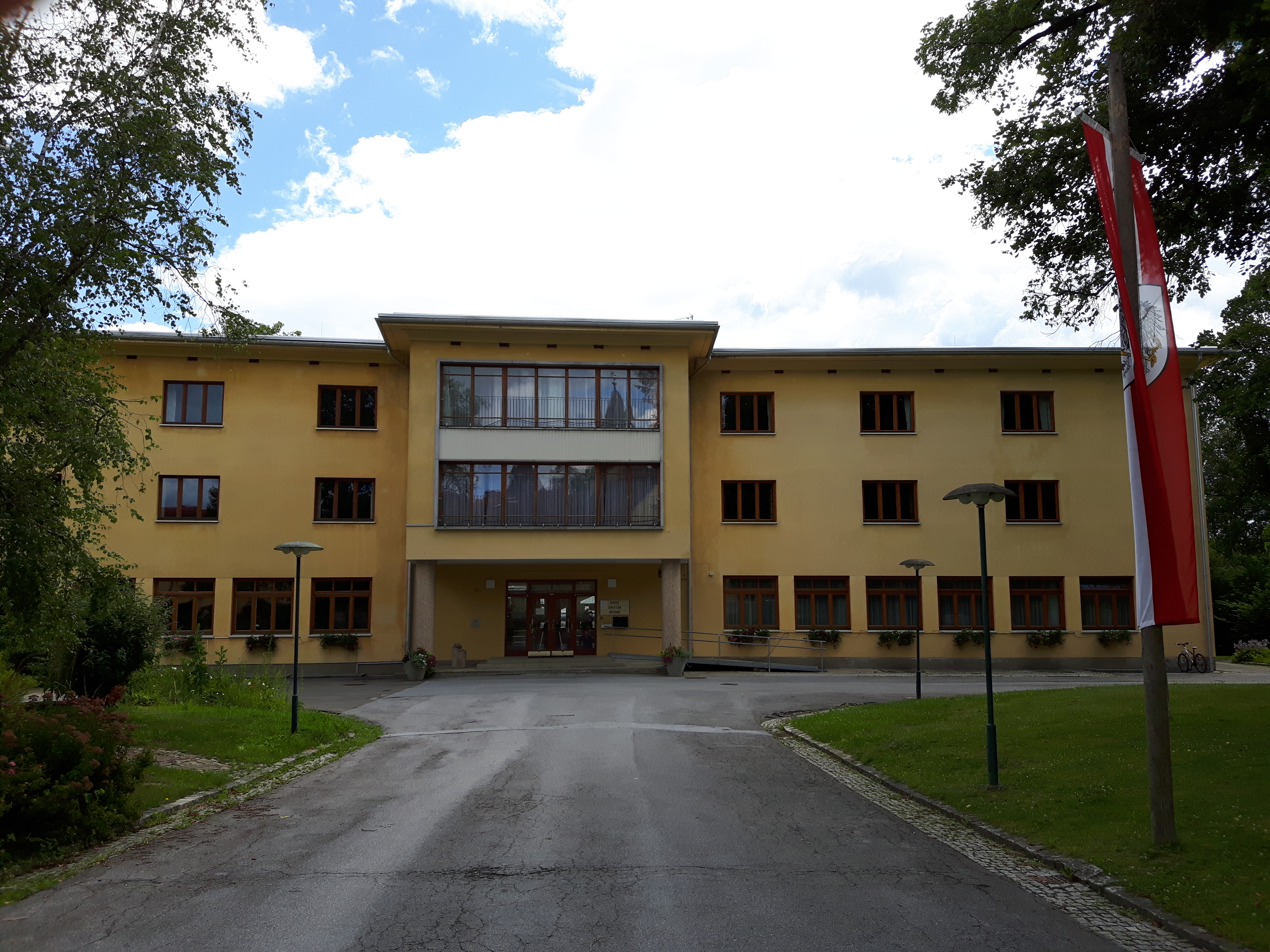
Das am Schlossareal befindliche Gebäude der früheren LSF Grottenhof-Hardt

Das in der weststeirischen Gemeinde Thal befindliche Schloss Hardt (umgangssprachlich auch Harterschlössl) wurde Anfang des 17. Jahrhunderts durch den Adeligen Bernhard Walther von Walthersweil anstelle des dort zuvor befindlichen, gleichnamigen Bauerndorfes erbaut. Im Jahr 1864 gelangte das Schloss in den Besitz der Unternehmerfamilie Reininghaus, welche die Schlossanlage ausbaute und bis 1939 besaß. Als der Zweite Weltkrieg ausbrach, emigrierte die in der Donaumonarchie zwar nobilitierte, aber nach den Nürnberger Gesetzen als nicht voll arisch geltende Familie Reininghaus. Das Schloss ging in den Besitz des Reichsgaues Steiermark bzw. nach dem Ende des Krieges in den des Landes Steiermark über. Im Jahr 1950 wurde auf dem Schlossgelände ein Schulbau für die Landwirtschaftliche Fachschule Grottenhof in Graz errichtet, welche hier eine Zweigstelle, die Landwirtschaftliche Fachschule Grottenhof-Hardt betrieb. Der Schulbetrieb in Hardt wurde jedoch im Jahr 2019 eingestellt. Nach einer kurzfristigen Nutzung durch die Volksschule Thal wird das Schulgebäude aktuell (Stand: Ende 2023) als Zweigstelle der LFS Grottenhof Bereich Pferdewirtschaft genutzt. Das denkmalgeschützte Schloss Hardt selbst wird von mehreren Firmen als Sitz genutzt.

## Belege
1. ↑  thal.gv.at – Weitere Edelsitze in Thal
2. ↑  meinbezirk.at – Mehr Platz für die Schüler von Thal

Koordinaten: 47° 3′ 27,5″ N, 15° 21′ 33,8″ O